# Max Galster
Friedrich Karl Gustav Max Galster (* 29. November 1852 in Berlin; † 25. Juli 1928 in Kiel) war ein deutscher Konteradmiral und Hafenkapitän von Kiel.

Konteradmiral Max Galster, 1905

Max Galster mit Frau Luise, 1920

## Leben

### Herkunft
Er war das zweite von drei Kindern des späteren preußischen Generalmajors à la suite der Armee Karl Christian Galster (* 22. Januar 1818 in Herford; † 18. Februar 1882 in Hameln) und dessen Ehefrau Charlotte Pauline Johanne, geborene Schulze (* 1. August 1824 in Herford; † 8. März 1900 in Kiel). Sie war die Tochter des preußischen Oberstleutnants und Kommandeurs des 8. Artillerieregiments Ferdinand Hans Robert Schulze.
Aus einer Familie von Offizieren stammend, entschied sich Galster, wie sein Bruder Karl, schon früh für eine militärische Laufbahn.

### Militärkarriere
Am 26. April 1868 traten beide Brüder gleichzeitig als Kadetten der Marine des Norddeutschen Bundes bei.
Seine erste militärische Ausbildung erhielt Galster auf den Schiffen Gefion, Niobe und Friedrich Carl sowie an der Marineschule Kiel. Nach seiner Ernennung zum Seekadetten 1869 diente er auf der Arcona, auf dem Artillerieschulschiff Renown sowie auf der Korvette Ariadne. Im Juli 1872 zum Unterleutnant zur See befördert, wurde er von Mitte Oktober 1873 bis Ende Februar 1874 zur Dienststellung zur Admiralität abkommandiert. Anschließend wurde Galster als Wachoffizier auf die Glattgedeckskorvette Augusta versetzt, wo er am 18. November 1875 die Beförderung zum Leutnant zur See erhielt. Es folgten weitere Kommandos als Wachoffizier von 1876 bis 1881 auf dem Aviso Preußischer Adler, der Brigg Rover, der Korvette Hertha, der Fregatte Friedrich Carl sowie der Panzerfregatte Friedrich der Große. Zwischenzeitlich hatte Galster von 1878 bis 1881 den I. bis III. Coetus an der Marineakademie absolviert.
Als Kapitänleutnant folgten Verwendungen als Erster Offizier auf der Grille und als Navigationsoffizier auf der Korvette Carola. Von 1883 bis 1886 war Galster Kompanieführer in der I. Matrosen-Artillerie-Abteilung. Ende September 1886 trat er die Ausreise nach Afrika an und war vom 10. November 1886 bis 11. Oktober 1887 Kommandant des Kanonenbootes Hyäne. Anschließend war er als Erster Offizier auf dem Panzerschiff Hansa tätig, kam in gleicher Funktion am 6. April 1888 auf das Artillerieschulschiff Mars und wurde hier am 18. Dezember 1888 zum Korvettenkapitän befördert. Das Patent zu diesem Dienstgrad erhielt er am 19. Februar 1889. Ab 2. Dezember 1890 war Galster für zwei Jahre Kommandeur der I. Matrosen-Artillerie-Abteilung. Während dieser Zeit war er zugleich mit der Wahrnehmung der Geschäfte als Kommandant von Friedrichsort sowie als Kommandeur der Schiffsjungenabteilung beauftragt.
Am 7. Dezember 1892 trat er die Ausreise nach Sansibar an, um ab 15. Januar 1893 das Kommando über die Alexandrine zu übernehmen. Aufgrund einer Malariaerkrankung musste Galster am 24. Juli 1893 das Kommando abgeben und trat über Buenos Aires die Heimreise nach Deutschland an. Nach seiner Rückkehr wurde er am 30. Oktober 1893 zum Kommandeur der II. Abteilung der I. Matrosen-Division in Kiel ernannt und am 24. Juni 1894 zum Kapitän zur See befördert. Als solcher erhielt Galster am 24. September 1894 das Kommando über das Panzerschiff Baden, dass er jedoch nach knapp zwei Monate später krankheitsbedingt wieder abgeben musste. Bis 11. März 1895 war er zur Verfügung des Chefs der Marinestation der Ostsee und wurde mit diesem Datum zur Disposition gestellt.
Vom 30. Januar 1899 bis 28. August 1905 wurde Galster als z.D.-Offizier wiederverwendet. Er fungierte während dieser Zeit als Hafenkäpitän von Kiel und war zugleich Vorstand des Abwicklungsbüros der Marinestation der Ostsee. Zwischenzeitlich hatte Galster am 22. Juni 1905 den Charakter als Konteradmiral erhalten.

### Familie
Galster war verheiratet mit Marie-Luise Eckermann (1861–1943), Schwester des Vizeadmirals Richard Eckermann, und hatte mit ihr drei Kinder. Sie war die Tochter des Geheimen Justizrates in Kiel und Niederländischen Konsuls Karl Heinrich Rudolf Eckermann (1824–1904).
Galsters Söhne dienten ebenfalls schon in der Kaiserlichen Marine. Erich Galster (1884–1929) zuletzt als Fregattenkapitän, Max Galster (1888–1963) zuletzt als Kapitänleutnant. Letzterer war während des Ersten Weltkriegs bei der Verteidigung von Tsingtau gegen japanische Truppen beteiligt und geriet in japanische Kriegsgefangenschaft.